# Monticello (Arkansas)
Monticello város az USA Arkansas államában, Drew megyében, melynek megyeszékhelye is. Lakosainak száma 8442 fő (2020. április 1.).

## Népesség
A település népességének változása:
| Lakosok száma | 891  | 9467 | 8442 |
|               | 1880 | 2010 | 2020 |